# Моя прекрасная леди (мюзикл)
«Моя прекрасная леди» (англ. My Fair Lady) — мюзикл Фредерика Лоу на либретто А. Дж. Лернера. Основан на пьесе «Пигмалион» Джорджа Бернарда Шоу. Премьера мюзикла состоялась в 1956 году, в оркестровой редакции Р. Р. Беннетта и Ф. Ланга. В главных ролях были заняты Джулия Эндрюс, Рекс Харрисон, Кэтлин Несбитт.
В 1960 году мюзикл «Моя прекрасная леди» был показан в СССР (Москва, Ленинград, Киев). Главные роли исполняли: Лола Фишер (Элиза Дулитл), Эдуард Мулхэйр и Майкл Эванс (Генри Хиггинс), Роберт Кут (полковник Пикеринг), Чарлз Виктор (Альфред Дулиттл), Рид Шелтон (Фредди Эйнсфорд-Xилл).
В 1964 году мюзикл был поставлен в Ленинградском театре музыкальной комедии с Зоей Виноградовой в главной роли, а в 1965 году и в Московском театре оперетты с Татьяной Шмыгой.
Экранизирован в 1964 году. Фильм получил восемь наград на 37-й церемонии вручения кинопремии «Оскар», в том числе премию в номинации «Лучший фильм»